# Diplazium wangii
Diplazium wangii är en majbräkenväxtart som beskrevs av Ren-Chang Ching.
Diplazium wangii ingår i släktet Diplazium och familjen Athyriaceae. Inga underarter finns listade i Catalogue of Life.